# Alaín Enrique Manjarrés Flórez
Alaín Enrique Manjarrés Flórez (San Andrés, 1973) es un administrador de empresas y político colombiano, que se desempeñó como Gobernador de San Andrés y Providencia. 

## Reseña biográfica
Nativo de la Isla de San Andrés, estudió Administración de Empresas en la Universidad Simón Bolívar, y se especializó en Gestión Pública y Auditoría de Sistemas en la Escuela Superior de Administración Pública. Trabajó por más de 14 años en la Cámara de Comercio de San Andrés, la cual llegó a presidir.
En 2017 fue nombrado como Secretario General de la Gobernación de San Andrés por el gobernador Ronald Housni Jaller. Housni fue suspendido provisionalmente por irregularidades en su administración en abril de 2018, siendo reemplazando por Sandra Howard Taylor. El 23 de julio, tras que la Fiscalía General alargara la suspensión de Housni, el presidente Juan Manuel Santos designó a Manjarrés como Gobernador encargado, al ser este parte de la terna enviada por el Partido Liberal.
Se posesionó el 30 de julio de 2018 ante la Asamblea Departamental, a la vez que mantenía el cargo de Secretario General del Departamento. Su mandato resultó efímero, pues en octubre del mismo año la Fiscalía anunció que le imputaría cargos por corrupción junto a Housni, lo que lo obligó a renunciar. En su reemplazo fue nombrado el Contraalmirante Juan Francisco Herrera Leal.
En febrero de 2019, el Juzgado Segundo Penal con función de Control de Garantías de San Andrés lo envió a prisión, acusado de los delitos de contrato sin cumplimiento de requisitos legales y peculado por apropiación.